# Richard Dawkins
Clinton Richard Dawkins, FRS, FRSL, född 26 mars 1941 i Nairobi i Kenyakolonin, är en brittisk etolog, evolutionsbiolog och populärvetenskaplig författare. Han var mellan åren 1995 och 2008 professor i Public Understanding of Science vid Oxfords universitet. Han har publicerat flera böcker om evolution. Hans bok Illusionen om Gud från 2006 argumenterar för ateism och har givit upphov till betydande debatt.
I boken Den själviska genen (1976) populariserade Dawkins uppfattningen att varje enskild gen är utgångspunkten för evolutionen, och inte varje individ eller grupper av individer. Han argumenterar vidare för att altruism i vissa fall kan vara en evolutionärt stabil strategi, trots att man kan tro att detta enligt evolutionsteorin inte borde kunna uppkomma. En individ skulle då vara en överlevnadsmaskin, som varje enskild gen använder sig av för att försäkra sig om största möjliga replikering. Dawkins lanserade begreppet mem som genens motsvarighet i kulturens evolution. På basis av det begreppet skapades ett nytt forskningsområde: memetik. I The Extended Phenotype ger Dawkins ett bidrag till evolutionsteorin genom att argumentera för att begreppet fenotyp inte begränsas till den enskilda organismens kropp utan kan omfatta den omgivande miljön.

## Dawkins om religion
År 2006 grundade han The Richard Dawkins Foundation for Reason and Science. Organisationen är tänkt att arbeta för att förbättra kunskapen hos folk i gemen om evolutionen, motarbeta kreationism och intelligent design samt stödja humanistiska organisationer och sekulära humanitära insatser runt om i världen. Dawkins är även en av de drivande krafterna bakom det sekulärhumanistiska projektet The Brights Movement.
Dawkins menar att det saknas vetenskapliga bevis för Guds existens samt att modern vetenskap gör det ytterst osannolikt att någon gudomlighet existerar. Han menar också att det är lika sannolikt att de kristnas Gud existerar, som att jultomten eller valfri afrikansk stamgud existerar. Han drar sina slutsatser främst med utgångspunkt från biologiska data. Dawkins anser att religiösa påbud och dogmer är föråldrade och att moralen i dem ofta är motsägelsefull. Han vill främja en etik från tidsenliga och universella organisationer, som till exempel FN:s deklaration om de mänskliga rättigheterna och Barnkonventionen.
Dawkins vill ha en klar åtskillnad mellan kyrka och stat, respektive religion och skola. Han menar att religionen är en privatsak och inte skall blandas in i politiken och det offentliga samhället. Han har däremot beskrivit sig själv som "kulturkristen" under flera tillfällen och har hyllat Jesus Kristus etik i sin religionskritiska bok Illusionen om Gud.
Han är även känd som en av ateismens "fyra ryttare" där de andra tre är Daniel Dennett, Sam Harris och den framlidne Christopher Hitchens.

## Insatser i ämnet evolutionsbiologi
På det vetenskapliga området är Dawkins mest känd för sitt förespråkande av en syn på evolutionen som utgår från genen som den centrala aktören. Det gör han tydligast i böckerna Den själviska genen (The selfish gene) (1976), där han bland annat kommenterar att "allt liv utvecklas genom olika överlevnad för olika självkopierande enheter" och The Extended Phenotype (1982), där han beskriver naturligt urval som "den process där självkopierande enheter konkurrerar ut varandra i en tävling om vilken som förökar sig bäst". Han förfäktar tanken att genen är den främsta och grundläggande enhet som utsätts för urval i evolutionen.
Dawkins har konsekvent varit skeptisk mot teorier om processer i evolutionen som inte skulle vara anpassningar, det vill säga som inte befrämjar överlevandet. Han är också skeptisk mot föreställningar om urval av enheter som är större än genen. Han är särskilt skeptisk mot urval av grupper av organismer.
Gen-perspektivet ger också en grund för förståelse av uppkomsten av altruistiskt beteende hos djur. Vid ytligt betraktande av altruism kan den te sig motsägelsefull, eftersom ett djur som hjälper andra förlorar viktiga resurser, ja till och med kan förlora hälsan eller livet. Altruism borde alltså reducera den egna förmågan att reproducera. Många evolutionsforskare ansåg att gruppurval är lösningen på denna paradox, det vill säga att individerna gör det som är bäst för populationens eller artens överlevnad. Men W. D. Hamilton använde det gen-centrerade perspektivet för att förklara altruism i termer av släkt-urval, det vill säga att individer uppträder altruistiskt mot sina nära släktingar, som har många gemensamma gener med dem. Hamiltons arbete har en framträdande plats i Dawkins böcker och de två var vänner i Oxford. Efter att Hamilton dött 2000 skrev Dawkins hans nekrolog och organiserade en sekulär minnesceremoni. På liknande sätt utvecklade Robert Trivers teorin om reciprok altruism, där en individ ger en fördel till en annan, med förväntan om en gentjänst i framtiden.
Dawkins är en stark förespråkare för ett vetenskapligt synsätt och är särskilt känd för sin kritik av pseudovetenskap såsom intelligent design.

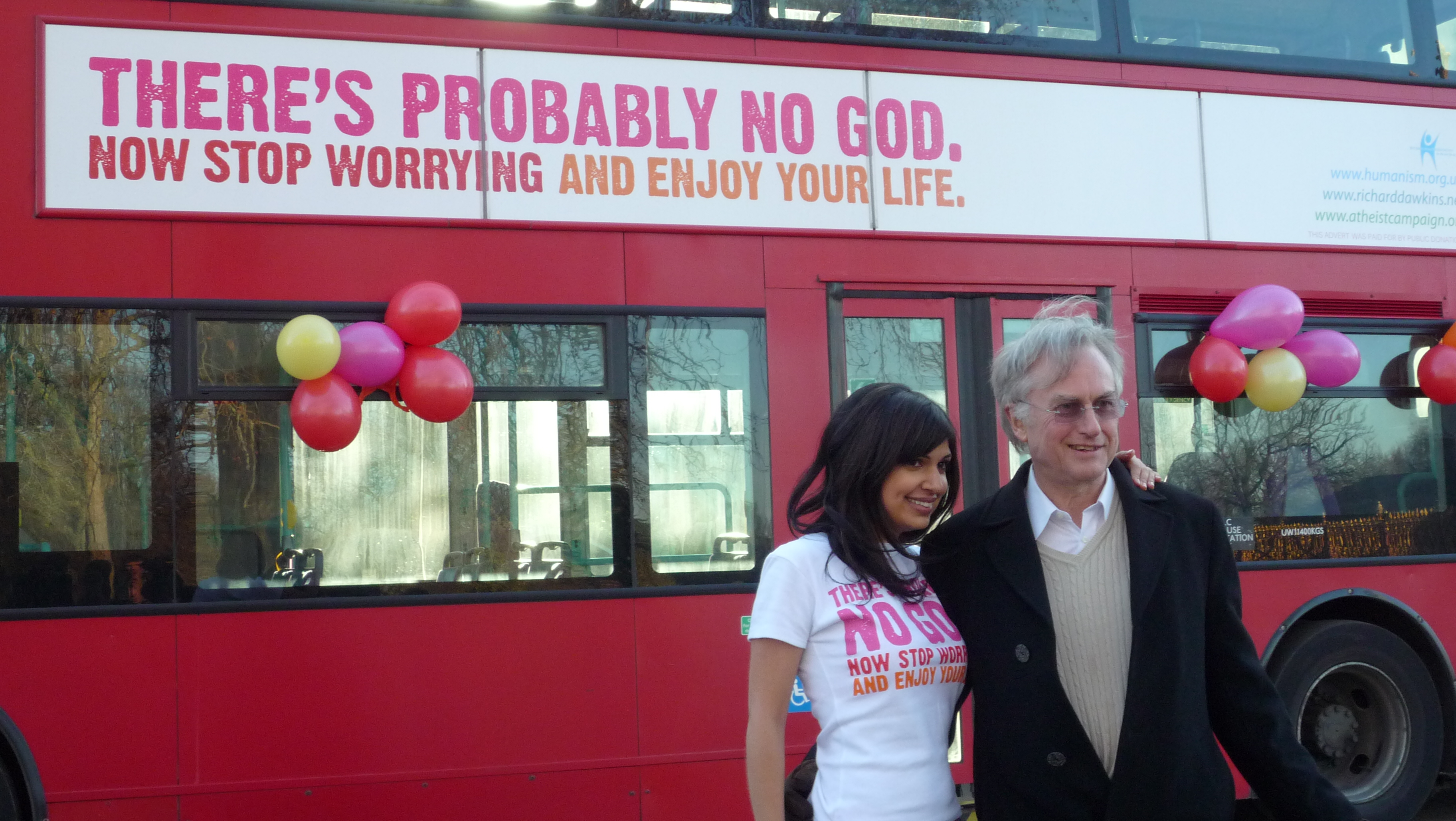
Ariane Sherine och Richard Dawkins på ateistisk kampanj 2009.

## Utmärkelser
Asteroiden 8331 Dawkins är uppkallad efter honom.

## Dokumentärer
- Nice Guys Finish First (1986)
- The Blind Watchmaker (1987)[13]
- Growing Up in the Universe (1991)
- Break the Science Barrier (1996)
- The Big Question (2005) - del 3 av TV-serien, med titeln "Why Are We Here?"
- The Root of All Evil? (2006)
- The Enemies of Reason (2007)
- The Genius of Charles Darwin (2008)
- The Purpose of Purpose (2009) – föreläsningsturné på amerikanska universitet
- Faith School Menace? (2010)
- Beautiful Minds (April 2012) – BBC4 dokumentär
- Sex, Death and the Meaning of Life (2012)[14]
- The Unbelievers (2013)